# Mayagryllus petenensis
Mayagryllus petenensis är en insektsart som beskrevs av Desutter-grandcolas 1997. Mayagryllus petenensis ingår i släktet Mayagryllus och familjen syrsor. Inga underarter finns listade i Catalogue of Life.